# Anne-Birthe Hove
Anne-Birthe Hove (født i Aasiaat 28.juni 1951, død 5. august 2012 i København) var en grønlandsk billedkunstner. Hun er blevet betegnet som en af Grønlands vigtigste kunstnere.

## Baggrund
Anne-Birthe Hove fødtes og voksede op i Grønland.. Hun blev uddannet på Det Kongelige Danske Kunstakademi: Grafisk Skole 1979-82 og Kunstpædagogisk skole 1982-84 og var mangeårigt medlem af Koloristerne. Hun arbejdede i et bredt spænd af medier og materialer, og både med maleri og skulptur, men først og fremmest var hun grafiker.

## Billedkunst
I sin billedkunst hentede Anne-Birthe Hove de fleste af sine motiver fra Grønland. På Nuuk Kunstmuseum, kan man bl.a. se en serie med 14 litografier af byens vartegn, fjeldet Sermitsiaq.
Anne-Birthe Hove har udført flere frimærkeserier. Hun var medstifter og medlem af den grønlandske kunstnersammenslutning, KIMIK, 1995, og forkvinde for KIMIK 1997-2007.

## Hæder
Anne-Birthe Hove fik Grønlands Selvstyres Kulturpris i 2012.

## Udvalgte udsmykninger
- 1987 Kapel på Dr. Ingrids Hospital, Nuuk
- 1998 Lufthavnen, Aasiaat
- 2001 Psykiatrisk afdeling, Dronning Ingrids Hospital, Nuuk
- 2008 Ilimmarfik, universitetsparken i Nuuk
- 2010 Gudhjem svømmehal, Bornholm

## Udvalgte udstillinger
- 1989 De passé en present Det danske hus, Paris (gruppeudstilling)
- 1998 Kunst aus Grünland, Kiel (gruppeudstilling)
- 2005 Den Røde Snescooter, Nordatlantisk Brygge (gruppeudstilling)
- 2005 Nordenvind, Museet for Religiøs Kunst og Kastrupgaard (gruppeudstilling)
- 2006 Retrospektiv udstilling, Katuaq, Nuuk
- 2008 Vejle Kunstmuseum
- 2009 Svanekegaarden, Bornholm
- 2012 Anne-Birthe Hove 1951-2012, retrospektiv udstilling på Nuuk Kunstmuseum